# دروازه خلیل
دروازه یافا (به عبری: שער יפו) (به عربی: باب‌الخلیل) نام یکی از دروازه‌های حصار قدیمی شهر اورشلیم در اسرائیل است. این دروازه یکی از هشت دروازهٔ دیوار شهر قدیم اورشلیم است.